# Chiesa della Misericordia (Monte San Savino)

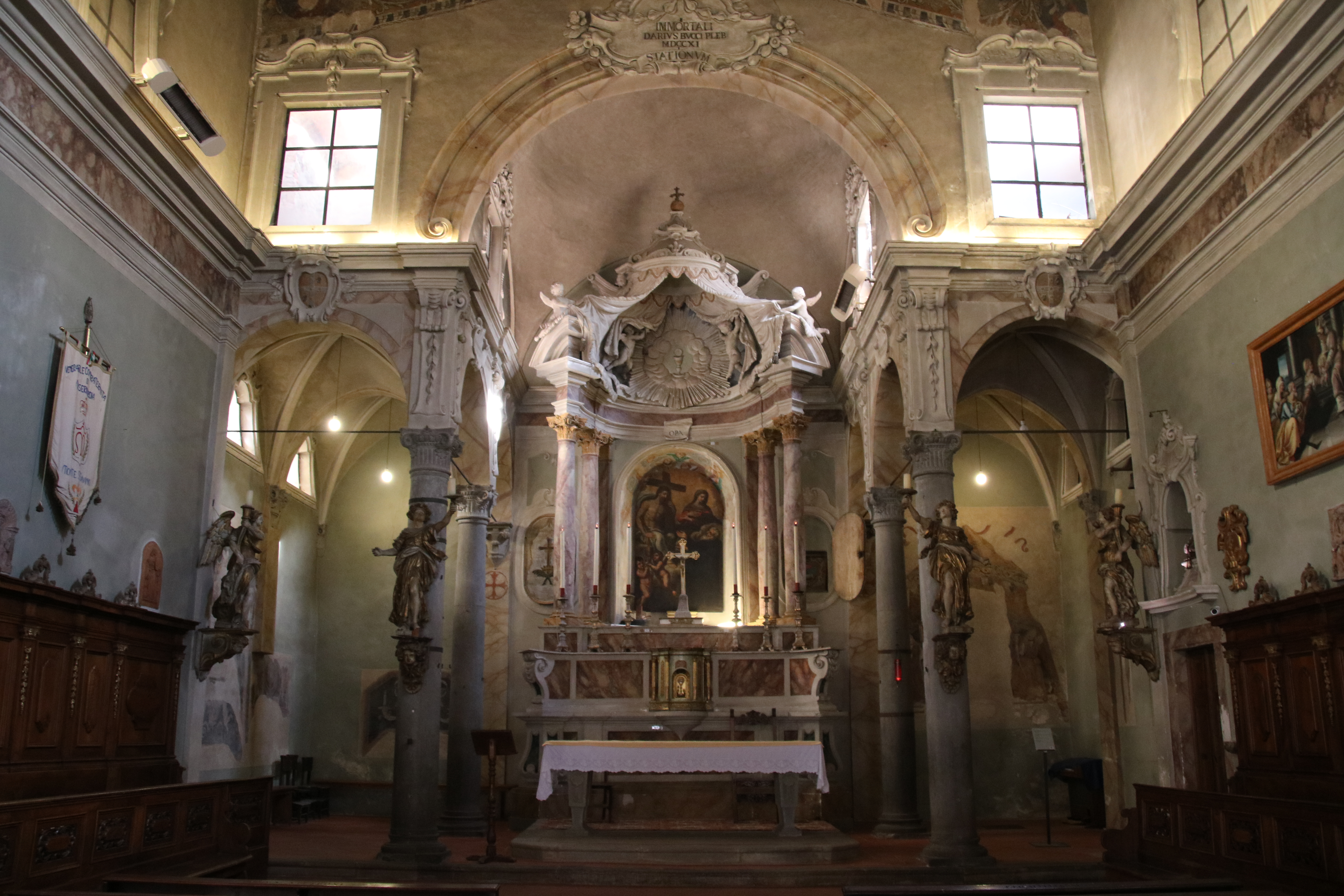
Interno

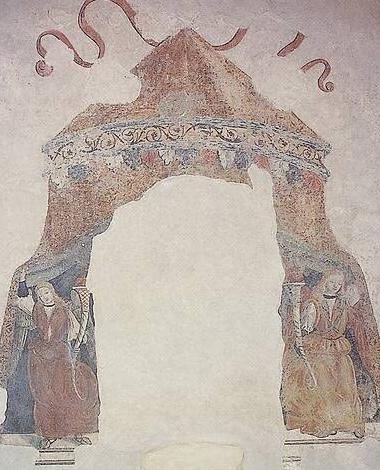
Niccolò Soggi, Angeli reggicortina (1496 ca.)

La pieve dei Santi Egidio e Savino, anche conosciuta come pieve vecchia o chiesa della Misericordia in quanto sede della Confraternita della Misericordia, è un luogo di culto cattolico situato in corso Sangallo a Monte San Savino, in provincia di Arezzo e diocesi di Arezzo-Cortona-Sansepolcro.

## Storia
Fu costruita intorno al 1175, con il trasferimento della pieve di Barbaiano nella insolita posizione all'interno delle mura cittadine.
Fu rimodernata più volte e tra 1748 e 1749, dopo essere divenuta arcipretura, fu interamente ristrutturata assumendo un nuovo aspetto settecentesco. Nel 1813 fu affidata alla Compagnia del Santissimo Sacramento che nel 1851 si trasformò in Confraternita della Misericordia.

## Descrizione

### Esterno
L'esterno della chiesa è privo di particolari decorazioni, con paramento murario senza intonaco.
La facciata è a capanna, con ai due lati due alte lesene tuscaniche lisce. Al centro, vi è il portale, preceduto da alcuni gradini in pietra. Al di sopra di esso, vi sono tre finestre: due monofore ai lati e al centro, più in alto, un rosone circolare. Alla destra della chiesa, vi è la torre campanaria a pianta quadrata, con copertura a piramide ottagonale sormontata da una croce in ferro.
Della costruzione romanica restano segni nella struttura a conci di arenaria orizzontali sulla facciata e sul lato sinistro.

### Interno
L'interno, con pianta ad aula unica con tre altari per parte, si presenta caratterizzato da stucchi e finti marmi, insieme decorativo realizzato, a seguito della ristrutturazione settecentesca, dal varesino Pietro Materno Speroni.
Sotto la cantoria in controfacciata si trova l'opera più pregevole della chiesa, la Tomba del giureconsulto Fabiano Ciocchi Del Monte (1421-1498), attribuita ad Andrea Sansovino e databile al 1498-1500 circa. L'attuale collocazione non rispecchia la posizione originaria ed è caratterizzata da una errata ricostruzione della struttura.
Al primo altare destro è una pala di Orazio Porta con i Ss. Pietro e Paolo apostolo (fine sec. XVI), adattata all'altare settecentesco, come ricorda l'iscrizione con lo stemma dell'arciprete Anton Leone Restorelli. All'altare seguente è invece una tela secentesca con la Nascita della Vergine di autore ignoto, ma che richiama il dipinto cortonese dello stesso soggetto dovuto ad Alessandro Allori. Segue un pulpito di stucco con arme Restorelli, opera sempre dello Speroni e oltre al terzo altare, in una ricca cornice intagliata e dorata è la Madonna della Querce (sec. XVII) proveniente da un tabernacolo intorno al quale fu costruita una chiesa oggi proprietà privata.
Al secondo altare sinistro è una tela raffigurante La Madonna del Rosario (o del Carmelo?), San Carlo Borromeo ed altro santo di Astolfo Petrazzi (1580-1653), ed il primo altare sinistro reca una tela con la S.S. Vergine e i santi Agnano, Filippo Neri e Antonio da Padova, anch'esso di Domenico Sozzini, adattata anch'essa all'altare settecentesco sacrificando le figure di Crispino e Crispiniano (di uno si vede parte del volto).
Dopo gli altari, alle pareti sono collocati gli stalli lignei dell'antica residenza del magistrato di Fraternita e quelli della residenza della Comunità, pregevole lavoro di artigianato ligneo eseguito da Luigi Nofri e Antonio Bonichi (sec. XVIII). Sopra di essi si trovano due formelle di terracotta a bassorilievo, una raffigurante una Madonna col Bambino, ed un'altra un San Giovanni Battista, entrambe di scuola sansoviniana, del primo Cinquecento.
L'aula termina in una grande serliana architettonica che introduce a tre cappelle: in quella a destra è un'altra testimonianza della chiesa rinascimentale, un affresco frammentario di Niccolò Soggi raffigurante Angeli reggifiaccola che aprono la tenda di un padiglione (1496 circa) e una coeva, ancora più frammentaria Annunciazione attribuita allo stesso artista, di cui si vedono solo una lesena con capitello e un lacerto di ala di angelo. Nella cappella centrale è l'altare maggiore in stucco e finti marmi, anch'esso opera dello Speroni, del 1756, con elegante ciborio classicheggiante, che ospita una tela del pittore locale Domenico Sozzini con Cristo e la Madonna che appaiono a Sant'Egidio, della seconda metà del XVII secolo.

### Organo a canne
Sulla cantoria in controfacciata, si trova il pregevole organo a canne della chiesa, costruito nella prima metà del XVI secolo dal senese Giovanni di Antonio Piffero ed in seguito modificato ed ampliato più volte. L'ultimo restauro è stato condotto tra il 1996 e il 1998 dal montemurlese Riccardo Lorenzini che ha riportato lo strumento alle sue caratteristiche originarie. L'organo è racchiuso all'interno di una cassa lignea riccamente intagliata e dorata. La mostra è composta da canne di principale disposte in cuspidi all'interno di tre campi centrali intervallati da organetti morti su due piani. La consolle è a finestra ed ha un'unica tastiera di 44 note con prima ottava cromatica estesa, priva del Do#1 e del Sol#4, ed una pedaliera a leggio di 12 note costantemente unita al manuale e senza registri propri. I registri, attualmente, sono azionati da manette a scorrimento verticale poste in una fila orizzontale alla destra della tastiera.